# Bianca Gallizia
Bianca Gallizia (Milano, 1905 – 2000) è stata una ballerina e coreografa italiana.

## Biografia
Studiò alla Scuola di Ballo del Teatro alla Scala sotto la guida di Enrico Cecchetti e Nicola Guerra. Nel 1923 divenne prima ballerina del Teatro San Carlo a Napoli e in seguito apparve in numerosi teatri europei, per poi tornare alla Scala nella stagione 1931-1932. Tra i suoi ruoli si ricorda quello di prima ballerina assoluta in Colombina ne Il carillon magico di Riccardo Pick-Mangiagalli.
Nel 1944, su richiesta dell'impresario Pasquale Di Costanzo, accettò l'incarico di ricostruire la compagnia di ballo del San Carlo, di cui fu direttrice fino al 1974. Fu presidente dell'Associazione insegnanti di danza.